# James White (jogador de futebol americano)
James Calvin White (nascido em 3 de fevereiro de 1992) é um jogador de futebol americano aposentado que jogava como Running Back no New England Patriots da National Football League (NFL).
Ele jogou futebol americano universitário em Wisconsin e foi selecionado pelos Patriots na quarta rodada do Draft da NFL de 2014. No Super Bowl LI, ele marcou três touchdowns, incluindo a que pontuação que venceu o jogo na prorrogação. Ele estabeleceu recordes no Super Bowl de recepções com 14 e pontos com 20, incluindo os primeiros pontos já marcados na prorrogação em um Super Bowl.
Os Patriots também usavam White como um Wide receiver extra. Suas estatísticas de recepção excedia as estatísticas terrestre, com 2 584 jardas e 20 touchdowns em 296 recepções, em comparação com apenas 980 jardas e 8 touchdowns terrestres em apenas 244 corridas.

## Carreira no ensino médio
White estudou na St. Thomas Aquinas High School, em Fort Lauderdale, Flórida. Ele fazia parte da equipe do St. Thomas Aquinas que foi campeã nacional em 2008. Em St. Thomas Aquinas, ele dividiu o posto de titular com Giovani Bernard, que atualmente joga no Cincinnati Bengals. Ele correu por mais de 1.000 jardas e mais de 20 touchdowns no último ano.
White saiu de St. Thomas Aquinas como o 70º melhor running back em sua classe e como recruta de três estrelas pelo Scout.com. Ele escolheu estudar na Universidade de Wisconsin rejeitando as ofertas de Clemson, Michigan State e South Florida, entre outros. Ele recebeu o apelido de "sweet feet (pés doces)".

## Carreira na faculdade

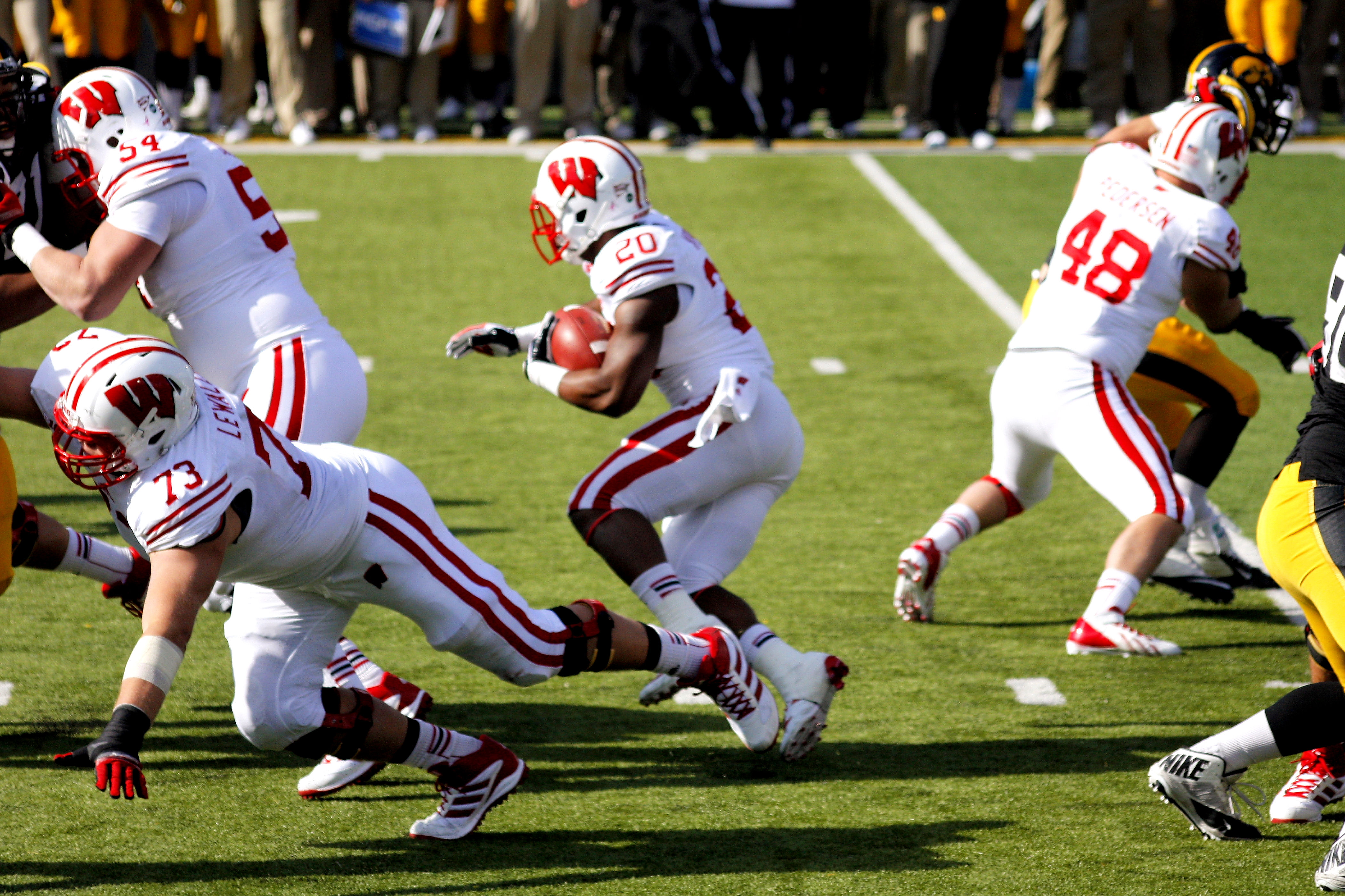
White correndo contra Universidade de Iowa em novembro de 2013.

White correu para 1.052 jardas e 14 touchdowns em seu primeiro ano em Wisconsin, levando a equipe ao Rose Bowl de 2011 em Pasadena, Califórnia. Ele foi nomeado o Novato do Ano da Big Ten em 2010.
Na temporada de 2011, ele teve 713 jardas e seis touchdowns, além de 15 recepções para 150 jardas.
Na temporada de 2012, ele terminou com 806 jardas e 12 touchdowns terrestre e oito recepções para 132 jardas e um touchdown.
Na temporada de 2013, ele terminou com 1.444 jardas e 13 touchdowns terrestre e 39 recepções para 300 jardas e dois touchdowns.
White correu por mais de 100 jardas em 17 jogos diferentes durante sua carreira universitária, apesar de dividir a posição com com John Clay, Montee Ball e Melvin Gordon durante a maior parte de sua carreira.

## Carreira profissional

### Temporada de 2014
White foi selecionado pelo New England Patriots na quarta rodada (130ª escolha geral) do Draft da NFL de 2014.
Ele esteve ativo por apenas três jogos pelos Patriots em sua primeira temporada. Na semana 4, contra o Kansas City Chiefs, ele estreou na NFL. Na derrota de 41-14, ele teve três corridas para 21 jardas e três recepções para 15 jardas.
Ele estava inativo quando a equipe ganhou o Super Bowl XLIX por 28-24 sobre o Seattle Seahawks.

### Temporada de 2015
White surgiu no cenário nacional durante a Semana 11 com uma performance de três touchdowns (dois terrestre e um recebido) em uma vitória de 20-13 sobre o Buffalo Bills no Monday Night Football.
Na semana 13, White recebeu 10 passes para 115 jardas e um touchdown na derrota por 35-28 para o Philadelphia Eagles.
No geral, White terminou a temporada de 2015 com 40 recepções para 410 jardas e quatro touchdowns, além de 22 corridas para 56 jardas e dois touchdowns.

### Temporada de 2016
White teve uma temporada estelar em 2016, quando se tornou titular dos Patriots.
Na semana 5, que foi o retorno de Brady da suspensão do Deflategate, White recebeu quatro passes para 63 jardas em uma vitória por 33-13 sobre o Cleveland Browns. Em uma vitória de 35-17 na Semana 6 contra o Cincinnati Bengals, White recebeu dois passes para touchdown de Tom Brady, enquanto registrava oito recepções para 47 jardas e sete corridas para 19 jardas. No jogo da Semana 7 contra o Pittsburgh Steelers, ele recebeu seu terceiro passe para touchdown da temporada. Na Semana 11, contra o San Francisco 49ers, White recebeu seis passes para 63 jardas e registrou seu quarto touchdown da temporada. Durante a Semana 16 contra o New York Jets, White pegou três passes para 32 jardas e um touchdown, seu quinto da temporada.
Com sua performance na Semana 16, White tornou-se um dos quatro running backs a ter 500 ou mais jardas recebidas na temporada de 2016.
No geral, ele terminou a temporada com 60 recepções para 551 jardas e cinco touchdowns e 39 corridas para 166 jardas.

#### Super Bowl LI
Durante o Super Bowl LI contra o Atlanta Falcons, White teve 139 jardas (29 terrestre, 110 recebidas). Ele se juntou a Roger Craig como o único running back com mais de 100 jardas recebidas em um Super Bowl e quebrou o recorde anterior de Demaryius Thomas, do Denver Broncos, de mais recepções em um Super Bowl com 14.
Ele marcou três touchdowns e uma conversão de dois pontos, estabelecendo um recorde de pontos em um Super Bowl com 20. Durante a prorrogação, White fez o touchdown que definiu a vitória dos Patriots por 34–28.
Brady, que ganhou o prêmio de MVP do Super Bowl, disse acreditar que White deveria ter ganhado o prêmio. Para agradecer, Brady deu a ele seu prêmio de MVP: uma caminhonete. Vários comentaristas também argumentaram que White deveria ter ganho o prêmio.
Enquanto White é o único jogador a marcar em uma prorrogação de Super Bowl, ele é o segundo jogador a marcar o touchdown vencedor na Final da NFL: Alan Ameche fez isso pelo Baltimore Colts em 1958.

### Temporada de 2017
Em 18 de abril de 2017, White, que estava entrando no último ano de seu contrato de novato, assinou uma extensão de US $ 12 milhões por três anos. O contrato incluía US $ 4,69 milhões em garantias e outros US $ 3 milhões em incentivos.
White terminou a temporada de 2017 com 43 corridas para 171 jardas, juntamente com 56 recepções para 429 jardas e três touchdowns.
Os Patriots terminaram a temporada com 13 vitórias e conquistaram a primeira colocação nos playoffs da AFC. No Divisional Round contra o Tennessee Titans, White registrou um touchdown terrestre e um touchdown recebido. Ele terminou com 11 jardas terrestre e 29 jardas recebidas. No AFC Championship Game, White registrou o primeiro touchdown dos Patriots e a equipe venceu por 24-20 e avançou para o Super Bowl.
No Super Bowl LII, ele teve sete corridas para 45 jardas e marcou o primeiro touchdown dos Patriots. Apesar disso, os Patriots perderam por 41-33 para o Philadelphia Eagles.

### Temporada de 2018
Em 2018, White foi nomeado capitão da equipe pela primeira vez em sua carreira.
Na estreia da temporada contra o Houston Texans, White correu cinco vezes para 18 jardas e pegou quatro passes para 38 jardas e um touchdown quando os Patriots venceram por 27-20. Na Semana 4, contra o Miami Dolphins, ele correu para 68 jardas e um touchdown, além de receber oito passes para 44 jardas e um touchdown na vitória por 38–7. Na Semana 5, ele empatou a sua melhor marca de sua carreira com 10 recepções para 77 jardas e um touchdown em uma vitória por 38-24 sobre o Indianapolis Colts. Duas semanas depois, em uma vitória por 38-31 contra o Chicago Bears, White teve 40 jardas terrestres e pegou oito passes para 57 jardas e dois touchdowns. Durante a Semana 9 contra o Green Bay Packers, White terminou com 31 jardas terrestres em 12 corridas e dois touchdowns e recebeu seis passes para 72 jardas.
White terminou a temporada regular tendo as melhores estatisticas da sua carreira: 425 jardas terrestres, 5 touchdowns terrestres, 87 recepções, 751 jardas recebidas e 7 touchdowns recebidos.
No Divisional Round da AFC contra o Los Angeles Chargers, White empatou o recorde de recepções nos playoffs com 15. Ele terminou o jogo com 97 jardas recebidas. No AFC Championship Game, White teve seis corridas para 23 jardas e quatro recepções para 49 jardas, enquanto os Patriots derrotou o Kansas City Chiefs por 37-31 na prorrogação para chegar ao Super Bowl LIII.
Durante o Super Bowl, Sony Michel assumiu a maior parte das tarefas, deixando White em um papel limitado, quando os Patriots derrotaram o Los Angeles Rams por 13-3. Ele terminou o Super Bowl com quatro jardas terrestres e cinco jardas recebidas.

### Temporada de 2019
White marcou seu primeiro touchdown do ano numa recepção de 10 jardas na vitória dos Patriots sobre o Miami Dolphins por 43 a 0. Na semana 9, contra o Baltimore Ravens, ele teve sua primeira partida como titular no ano e correu para 38 jardas e um touchdown com mais duas recepções para 46 jardas. Na semana 13, contra o Houston Texans no Sunday Night Football, White correu para 14 jardas e 79 jardas e também fez oito recepções para 98 jardas e dois touchdowns. No total, White terminou a temporada de 2019 com 263 jardas terrestres e um touchdown, além de 72 recepções para 645 jardas e cinco touchdowns recebidos.

### Temporada de 2020
Poucas horas antes do jogo dos Patriots na semana 2 contra o Seattle Seahawks no Sunday Night Football,  o pai de White morreu num acidente de carro e sua mãe ficou em estado crítico. Ele foi listado como um jogador inativo para o jogo. Na semana 12, White marcou dois touchdowns terrestres na vitória por 20 a 17 sobre o Arizona Cardinals. Ele terminou a temporada de 2020 com 35 corridas para 121 jardas terrestre e dois touchdowns terrestres, junto com 49 recepções para 375 jardas e um touchdown.

### Temporada de 2021
Em 25 de março de 2021, White renovou com os Patriots por um ano, US$ 2,5 milhões de dólares. Ele sofreu uma lesão no quadril na semana 3 e foi colocado na reserva por lesão em 1º de outubro de 2021.

### Aposentado
Em 15 de março de 2022, White assinou uma extensão contratual de dois anos, valendo US$ 5 milhões de dólares com os Patriots. Apesar disso, ele anunciou sua aposentadoria via Twitter em 11 de agosto de 2022.

## Estatísticas da NFL
| Legenda | Legenda                    |
| ------- | -------------------------- |
|         | Equipe venceu o Super Bowl |
| Negrito | Maior marca da carreira    |

#### Temporada regular
| Ano      | Tim      | Jogos      | Jogos   | Correndo | Correndo | Correndo | Correndo | Correndo | Recebendo | Recebendo | Recebendo | Recebendo | Recebendo | Fumbles | Fumbles  |
| Ano      | Tim      | Disputados | Titular | Ten      | Jardas   | Média    | Lng      | TD       | Rec       | Jardas    | Média     | Lng       | TD        | Fum     | Perdidos |
| -------- | -------- | ---------- | ------- | -------- | -------- | -------- | -------- | -------- | --------- | --------- | --------- | --------- | --------- | ------- | -------- |
| 2014     | NE       | 3          | 0       | 9        | 38       | 4,2      | 11       | 0        | 5         | 23        | 4,6       | 11        | 0         | 0       | 0        |
| 2015     | NE       | 14         | 1       | 22       | 56       | 2,5      | 8        | 2        | 40        | 410       | 10,3      | 68        | 4         | 0       | 0        |
| 2016     | NE       | 16         | 4       | 39       | 166      | 4,3      | 16       | 0        | 60        | 551       | 9,2       | 61        | 5         | 0       | 0        |
| 2017     | NE       | 14         | 4       | 43       | 171      | 4,0      | 10       | 0        | 56        | 429       | 7,7       | 27        | 3         | 0       | 0        |
| 2018     | NE       | 16         | 3       | 94       | 425      | 4,5      | 27E      | 5        | 87        | 751       | 8,6       | 42        | 7         | 0       | 0        |
| 2019     | NE       | 15         | 1       | 67       | 263      | 3,9      | 32       | 1        | 72        | 645       | 9,0       | 59        | 5         | 1       | 1        |
| 2020     | NE       | 14         | 0       | 35       | 121      | 3,5      | 10       | 2        | 49        | 375       | ,7        | 34        | 1         | 1       | 0        |
| 2021     | NE       | 3          | 0       | 10       | 38       | 3,8      | 10       | 1        | 12        | 94        | 7,8       | 28        | 0         | 0       | 0        |
| Carreira | Carreira | 95         | 13      | 319      | 1 278    | 4,0      | 32       | 11       | 381       | 3 278     | 8,1       | 68        | 25        | 2       | 1        |

#### Pós-temporada
| Ano       | Tim       | Jogos      | Jogos   | Correndo                    | Correndo                    | Correndo                    | Correndo                    | Correndo                    | Recebendo                   | Recebendo                   | Recebendo                   | Recebendo                   | Recebendo                   | Fumbles                     | Fumbles                     |
| Ano       | Tim       | Disputados | Titular | Ten                         | Jardas                      | Média                       | Lng                         | TD                          | Rec                         | Jardas                      | Média                       | Lng                         | TD                          | Fum                         | Perdidos                    |
| --------- | --------- | ---------- | ------- | --------------------------- | --------------------------- | --------------------------- | --------------------------- | --------------------------- | --------------------------- | --------------------------- | --------------------------- | --------------------------- | --------------------------- | --------------------------- | --------------------------- |
| 2014      | NE        | 0          | 0       | Não jogou                   | Não jogou                   | Não jogou                   | Não jogou                   | Não jogou                   | Não jogou                   | Não jogou                   | Não jogou                   | Não jogou                   | Não jogou                   | Não jogou                   | Não jogou                   |
| 2015      | NE        | 2          | 1       | 6                           | 16                          | 2,7                         | 8                           | 0                           | 7                           | 84                          | 12,0                        | 29                          | 0                           | 1                           | 0                           |
| 2016      | NE        | 3          | 0       | 7                           | 29                          | 4,1                         | 10                          | 2                           | 18                          | 137                         | 9,2                         | 28                          | 2                           | 0                           | 0                           |
| 2017      | NE        | 3          | 0       | 14                          | 60                          | 4,3                         | 26E                         | 3                           | 9                           | 72                          | 7,7                         | 15                          | 1                           | 0                           | 0                           |
| 2018      | NE        | 3          | 1       | 8                           | 27                          | 3,8                         | 9                           | 0                           | 20                          | 151                         | 7,6                         | 30                          | 0                           | 0                           | 0                           |
| 2019      | NE        | 1          | 1       | 1                           | 14                          | 14,0                        | 14                          | 0                           | 5                           | 62                          | 12,4                        | 29                          | 0                           | 1                           | 1                           |
| 2021      | NE        | 0          | 0       | Não jogou devido a contusão | Não jogou devido a contusão | Não jogou devido a contusão | Não jogou devido a contusão | Não jogou devido a contusão | Não jogou devido a contusão | Não jogou devido a contusão | Não jogou devido a contusão | Não jogou devido a contusão | Não jogou devido a contusão | Não jogou devido a contusão | Não jogou devido a contusão |
| Carereira | Carereira | 12         | 3       | 36                          | 146                         | 4,1                         | 26E                         | 5                           | 59                          | 506                         | 8,6                         | 30                          | 3                           | 2                           | 1                           |

## Recordes
NFL
- Mais recepções em um jogo de playoff (15, empatado com Darren Sproles)

Recordes do Super Bowl
- Mais recepções (14)
- Mais jardas recebidas por um running back (139)
- Mais pontos marcados (20)
- Mais pontos marcados numa prorrogação (6)